# 源為宗
源 為宗（みなもと の ためむね）は、平安時代後期の武将。河内源氏、源為義の六男。源頼賢、源頼仲は同母兄。通称は丹波冠者、また丹波六郎、賀茂六郎とも。

## 略歴
保元の乱では為義に従い、崇徳上皇・藤原頼長方として参戦。一度は平清盛・兄義朝らを退却させるが、義朝の火攻めにより敗北し、父と共に兄・義朝のもとに降参する。義朝によって助命嘆願されるも叶わず、義朝の手によって船岡山（京都市北区）において、父や兄弟らと共に斬首された。

## 関連作品
テレビドラマ
- 『新・平家物語』（1972年、NHK大河ドラマ、演：山野史人）